# Александър Александров (съветски космонавт)
Вижте пояснителната страница за други личности с името Александър Александров.
Алекса́ндър Па́влович Алекса́ндров е съветски космонавт, осъществил два полета в космоса на борда на космическите кораби „Союз Т-9“ и „Союз ТМ-3“.

## Биография
Роден е на 20 февруари 1943 г. в гр. Москва. По народност е руснак. През 1963 г. завършва Серпуховското военно-авиационно техническо училище. През 1969 г. завършил вечерния факултет на Московското висше училище „Н. Е. Бауман“. От 1964 г. работи в конструкторско бюро.
В отряда на советските космонавти е от 1978 г.

## Полети в космоса

### Първи полет
От 27 юни до 23 ноември 1983 г. А. П. Александров, зедно с Владимир Ляхов извършва първия си полет като бординженер на космическия кораб „Союз Т-9“ и орбиталния комплекс „Салют-7“ — „Космос-1443“. По време на полета е изпълнена обширна програма от научно-технически и медико-биологически изследования, приети са последователно 2 товарни транспортни кораба, осуществени са 2 излизания в открития космос за монтиране на допълнителни панели слънчеви батерии.

### Втори полет
Втория си космически полет А. П. извършва от 22 юли до 29 декември 1987 г. на космическия кораб „Союз ТМ-3“, заедно с Александър Викторенко и космонавт-изследовател от Сирия Мухамед Фарис. Осъществено е скачване на космическия кораб „Союз ТМ-3“ с орбиталния комплекс „Мир“ – „Квант“ — „Союз ТМ-2“ (екипаж: Юрий Романенко, Александър Лавейкин). За първи път е направена частична смяна на екипажа на основната експедиции: бординженера А. Лавейкин се завръща на Земята с гостуващата експедиция на космическия кораб „Союз ТМ-2“, а А. Александров продължава полета си заедно с Ю. Романенко. На 23 декември към орбиталния комплекс е скачен космическия кораб „Союз ТМ-4“ (с екипаж: Владимир Титов, Муса Манаров и Анатолий Левченко). След едноседмична съвместна работа на 29 декември А. Александров, заедно с Ю. Романенко и А. Левченко се завръщат на Земята на космическия кораб „Союз ТМ-3“. В хода на полета е изпълнена програма от научно-технически и медико-биологически изследвания, в това число и с използване на научното оборудване на астрофизическия модул „Квант“. Осъществени са 2 излизания от станцията „Мир“ за монтаж и разгръщане на две платна допълнителни слънчеви батерии.